# Jacqueline MacInnes Wood
Jacqueline MacInnes Wood (Windsor, 1987. április 17. –) Daytime Emmy-díjas kanadai színésznő, zenész és televíziós személyiség.
2008-tól a Gazdagok és szépek című szappanoperában Steffy Forrester Finnegan divatmenedzser és örökösnőt játssza. 2019-ben és 2021-ben két Daytime Emmy-díjat nyert legjobb női főszereplő (drámasorozat) kategóriában. 
2015-ben Olivia Castle-t alakította a Végső állomás 5. című horrorfilmben.

## Fiatalkora
1987. április 17-én született az Ontario állambeli Windsorban (Sandie) Alexandra MacInnes és James C. Wood lányaként. Amerikai őslakos, skót, francia és brazil felmenőkkel rendelkezik. Féltestvére Dani Probert, aki a néhai NHL-játékos, Bob Probert felesége volt. Nagybátyja a skót felvidéki énekes, Alasdair Gillies. Wood a Ryerson Egyetemen, a Centre for the Arts-ban és az Armstrong Acting Studio-ban tanult színészetet.

## Magánélete
Wood támogatja az állatmentő szervezeteket. A közösségi médiában, többek között a Twitteren és az Instagramon keresztül hívja fel a figyelmet a kutyamenhelyekre és az állattartók felelősségére. Emellett önkéntesként vesz részt állatmentéssel kapcsolatos jótékonysági kezdeményezésekben.
2017 novemberében jelentette be eljegyzését a Creative Artists Agency tehetségkutató ügynökével, Elan Ruspolival. A pár 2018 júliusában házasodott össze. Wood 2019 márciusában adott életet első közös gyermeküknek, egy fiúnak. 2021 februárjában megszületett második fiuk is. 2022 májusában világra hozta harmadik fiukat.  Ruspolival és gyermekeikkel a kaliforniai Los Angelesben, Westlake Village-ben élnek.

## Filmográfia
| Év    | Magyar cím         | Eredeti cím                      | Szerep                    | Megjegyzések                                            |
| ----- | ------------------ | -------------------------------- | ------------------------- | ------------------------------------------------------- |
| 2006  | Szökésben          | Runaway                          | Candice                   | 1 epizód                                                |
| 2007  |                    | Lovebites                        | Faith                     |                                                         |
| 2008  |                    | MVP                              | Ava                       | 2 epizód                                                |
| 2008  |                    | Gamer Girlz                      | Max                       |                                                         |
| 2008  |                    | Nightmare at the End of the Hall | Laurel / Jane Hammond     | tévéfilm                                                |
| 2008– | Gazdagok és szépek | The Bold and the Beautiful       | Steffy Forrester Finnegan | - főszereplő (2008–) - visszatérő szereplő (2013, 2015) |
| 2009  | Égenjárók          | Skyrunners                       | Julie 'Smoking' Gunn      | - tévéfilm - magyar hangja: - Kardos Eszter             |
| 2011  | Végső állomás 5.   | Final Destination 5              | Olivia Castle             | - mozifilm - magyar hangja: - Bogdányi Titanilla        |
| 2010  |                    | Turn the Beat Around             | Irena                     | tévéfilm                                                |
| 2012  | A zöld íjász       | Arrow                            | Sara Lance                | 1 epizód                                                |
| 2013  |                    | Party On                         | önmaga / házigazda        | 8 epizód                                                |
| 2013  |                    | Her Husband's Betrayal           | Cathy Coulter             | tévéfilm                                                |
| 2014  | Nyugi, Charlie!    | Anger Management                 | Jane                      | 1 epizód                                                |
| 2014  | Castle             | Castle                           | Chelsea                   | 1 epizód                                                |
| 2015  |                    | 19-2                             | Mary Louise Dumas         | 2 epizód                                                |
| 2015  |                    | South Beach                      | Samantha Lear             | Hulu sorozat (6 epizód)                                 |
| 2016  |                    | Les Anges                        | önmaga                    | 2 epizód                                                |

## Diszkográfia
- 2012: "After Hours"[20]
- 2012: "Girl You Knew"[20]

## Fordítás
- Ez a szócikk részben vagy egészben  a   Jacqueline MacInnes Wood című angol Wikipédia-szócikk fordításán alapul.  Az eredeti cikk szerkesztőit annak laptörténete sorolja fel. Ez a jelzés csupán a megfogalmazás eredetét és a szerzői jogokat jelzi, nem szolgál a cikkben szereplő információk forrásmegjelöléseként.